# Simbabwische Cricket-Nationalmannschaft in Sri Lanka in der Saison 2023/24
Die Tour der simbabwischen Cricket-Nationalmannschaft nach Sri Lanka in der Saison 2023/24 fand vom 6. bis zum 18. Januar 2024 statt. Die internationale Cricket-Tour war Bestandteil der Internationalen Cricket-Saison 2023/24 und umfasste drei One-Day Internationals und drei Twenty20s. Sri Lanka gewann die ODI-Serie mit 2−0 und die Twenty20-Serie 2–1.

## Vorgeschichte
Simbabwe spielte zuvor eine Tour gegen Irland, für Sri Lanka ist es die erste Tour der Saison. Das letzte Aufeinandertreffen der beiden Mannschaften bei einer Tour fand in der Saison 2021/22 in Sri Lanka statt.

## Stadien
Das folgende Stadion wurde für die Tour als Austragungsort vorgesehen.
| Stadion                    | Stadt   | Kapazität | Spiele                   |
| -------------------------- | ------- | --------- | ------------------------ |
| R. Premadasa Stadium (RPS) | Colombo | 35.000    | 1. – 3. ODI; 1. – 3. T20 |

## Kaderlisten
Simbabwe benannte seine Kader am 1. Januar 2024.
Sri Lanka benannte seine ODI-Kader am 3. Januar und seinen Twenty20-Kader am 9. Januar 2024.
| ODI | ODI | T20 | T20 |
| Sri Lanka | Simbabwe | Sri Lanka | Simbabwe |
| --- | --- | --- | --- |
| - Kusal Mendis (K) - Charith Asalanka (VK) - Sahan Arachchige - Dushmantha Chameera - Akila Dananjaya - Shevon Daniel - Avishka Fernando - Nuwanidu Fernando - Wanindu Hasaranga - Janith Liyanage - Pramod Madushan - Dilshan Madushanka - Pathum Nissanka - Sadeera Samarawickrama - Dasun Shanaka - Maheesh Theekshana - Jeffrey Vandersay - Dunith Wellalage | - Craig Ervine (K) - Faraz Akram - Ryan Burl - Joylord Gumbie - Luke Jongwe - Takudzwanashe Kaitano - Tinashe Kamunhukamwe - Clive Madande - Wellington Masakadza - Tapiwa Mufudza - Tony Munyonga - Blessing Muzarabani - Richard Ngarava - Sikandar Raza - Milton Shumba | - Wanindu Hasaranga (K) - Charith Asalanka (VK) - Dushmantha Chameera - Akila Dananjaya - Dilshan Madushanka - Angelo Mathews - Kamindu Mendis - Kusal Mendis - Pathum Nissanka - Matheesha Pathirana - Kusal Perera - Sadeera Samarawickrama - Dasun Shanaka - Dhananjaya de Silva - Maheesh Theekshana - Nuwan Thushara | - Sikandar Raza (K) - Brian Bennett - Ryan Burl - Craig Ervine - Joylord Gumbie - Luke Jongwe - Tinashe Kamunhukamwe - Clive Madande - Wellington Masakadza - Carl Mumba - Tony Munyonga - Blessing Muzarabani - Ainsley Ndlovu - Richard Ngarava - Milton Shumba |

## One-Day Internationals

### Erstes ODI in Colombo
| 6. Januar Scorecard | Colombo (RPS) | Sri Lanka 273-9 (50) | – | Simbabwe 12-2 (4) |
|                     |               | No Result            |   |                   |

Simbabwe gewann den Münzwurf und entschied sich als Schlagmannschaft zu beginnen. Spiel wurde auf Grund von Regenfällen abgebrochen.

### Zweites ODI in Colombo
| 8. Januar Scorecard | Colombo (RPS) | Simbabwe 208 (44.4)             | – | Sri Lanka 211-8 (49) |
|                     |               | Sri Lanka gewinnt mit 2 Wickets |   |                      |

Simbabwe gewann den Münzwurf und entschied sich als Schlagmannschaft zu beginnen. Als Spieler des Spiels wurde Janith Liyanage ausgezeichnet.

### Drittes ODI in Colombo
| 11. Januar Scorecard | Colombo (RPS) | Simbabwe 96 (22.5/27)                        | – | Sri Lanka 97-2 (16.4/27) |
|                      |               | Sri Lanka gewinnt mit 8 Wickets (D/L method) |   |                          |

Simbabwe gewann den Münzwurf und entschied sich als Schlagmannschaft zu beginnen. Als Spieler des Spiels wurde Wanindu Hasaranga ausgezeichnet.

## Twenty20 Internationals

### Erstes Twenty20 in Colombo
| 14. Januar Scorecard | Colombo (RPS) | Simbabwe 143-5 (20)             | – | Sri Lanka 144-7 (20) |
|                      |               | Sri Lanka gewinnt mit 3 Wickets |   |                      |

Sri Lanka gewann den Münzwurf und entschied sich als Feldmannschaft zu beginnen. Als Spieler des Spiels wurde Angelo Mathews ausgezeichnet.

### Zweites Twenty20 in Colombo
| 16. Januar Scorecard | Colombo (RPS) | Sri Lanka 173-6 (20)           | – | Simbabwe 178-6 (19.5) |
|                      |               | Simbabwe gewinnt mit 4 Wickets |   |                       |

Simbabwe gewann den Münzwurf und entschied sich als Feldmannschaft zu beginnen. Als Spieler des Spiels wurde Luke Jongwe ausgezeichnet.

### Drittes Twenty20 in Colombo
| 18. Januar Scorecard | Colombo (RPS) | Simbabwe 82 (14.1)              | – | Sri Lanka 88-1 (10.5) |
|                      |               | Sri Lanka gewinnt mit 9 Wickets |   |                       |

Sri Lanka gewann den Münzwurf und entschied sich als Feldmannschaft zu beginnen. Als Spieler des Spiels wurde Wanindu Hasaranga ausgezeichnet.

## Auszeichnungen

### Player of the Series
Als Player of the Series wurden der folgende Spieler ausgezeichnet.
| Serie    | Player of the Series |
| -------- | -------------------- |
| ODI      | Janith Liyanage      |
| Twenty20 | Angelo Mathews       |

### Player of the Match
Als Player of the Match wurden die folgenden Spieler ausgezeichnet.
| Spiel       | Player of the Match |
| ----------- | ------------------- |
| 1. ODI      | –                   |
| 2. ODI      | Janith Liyanage     |
| 3. ODI      | Wanindu Hasaranga   |
| 1. Twenty20 | Angelo Mathews      |
| 2. Twenty20 | Luke Jongwe         |
| 3. Twenty20 | Wanindu Hasaranga   |